# 库卡剌汗
库卡剌汗（?—1427年），金帳汗國君主（1414年—1416年在位），是也迪古拥立的大汗，以前是成吉-图拉（1407年—1413年）的统治者。
库卡剌汗是术赤的儿子秃花帖木儿的后裔，他的高祖父是秃花帖木儿的儿子。1404年11月，库卡剌参加帖木儿对中国的远征，1405年，帖木儿去世後，也迪古和库卡剌征服了西伯利亚。1406年，脱脱迷失死在西伯利亚，成吉-图拉附近。1410年，也迪古出征花剌子模时，脱脱迷失的儿子札兰丁·汗夺取了金帳汗國大汗之位。乞邻·别儿歹杀札兰丁·汗，怯别汗和乞邻·别儿歹互相残杀。1414年，也迪古拥立库卡剌，赶走了怯别汗。1416年，库卡剌被脱脱迷失的儿子賈巴爾·別兒迪推翻。他在1427年之前去世。
| 前任： 怯别汗 | 金帐汗国君主 1414年—1416年 | 繼任： 賈巴爾·別兒迪 |